# Archboldiella stresemanni
Archboldiella stresemanni är en stekelart som beskrevs av Heinrich 1934. Archboldiella stresemanni ingår i släktet Archboldiella och familjen brokparasitsteklar. Inga underarter finns listade.